# Andy Toolson
Andrew Kent Toolson (Chicago, Illinois, 19 de gener de 1966), més conegut com a Andy Toolson, és un exjugador de bàsquet nord-americà. Amb 1.98 metres d'alçada, jugava en la posició d'aler.

## Carrera esportiva
Va jugar durant quatre temporades amb els Cougars de la Universitat Brigham Young i el 1990 va signar pels Utah Jazz de l'NBA. Les dues següents temporades les va passar al Telemarket Brescia de la lliga italiana, va tornar una temporada al seu país, a la CBA, i la temporada 1993-94 va debutar a l'ACB amb el Festina Andorra. En la seva segona temporada a la lliga espanyola va jugar a l'Amway Zaragoza, amb qui va ser subcampió de la Copa del Rei. El 1995 va tornar als Utah Jazz, però en el mes de gener torna a Europa per fitxar per l'AEK d'Atenes, on acabarà la temporada.
La temporada 1996-97 fitxa pel Joventut de Badalona, on jugarà dues temporades, guanyant una Copa del Rei el 1997 i sent subcampió el 1998. A Badalona acaba la seva segona etapa a la lliga espanyola. Se'n va un any a la lliga grega i torna novament a Espanya per jugar aquesta vegada amb el Girona Gavis, l'Adecco Estudiantes i novament a Girona, aquest cop sota la denominació "Casademont Girona", on es va retirar.